# Жёлто-зелёный доминиканский ара
Жёлто-зелёный доминиканский ара (лат. Ara atwoodi) — вымершая птица семейства попугаевых.

## Внешний вид
Известен исключительно по описанию зоолога Томаса Этвуда (англ. Thomas Atwood), сделанном в 1791 году в его произведении «История острова Доминика» (англ. History of the Island of Dominica). Согласно описанию, этот ара был желто-зелёного цвета. Участки вокруг глаз и боков головы были голые, телесного цвета.
Попугай описывался Этвудом как желанный охотничий трофей — его мясо употребляли в пищу. Кроме того эти попугаи были популярны как домашние животные.
Первоначально зоолог Кларк причислил этих попугаев к виду Ara guadeloupensis. Однако, после обнаружения записей Этвуда, выделил их в отдельный вид.
Истреблён, вероятно, в конце XVIII или в начале XIX века, точная дата истребления неизвестна.